# Говзт
Говзт — село в Джейрахском районе Республики Ингушетия. Входит в состав сельского поселения Бейни.

## География
Село расположено в южной части республики на расстоянии примерно в 3 километрах по прямой к северо-востоку от районного центра Джейраха.
Часовой пояс
Село Говзт как и вся Ингушетия, находится в часовой зоне МСК (московское время). Смещение применяемого времени относительно UTC составляет +3:00.

## Население
| 1926 | 2010 |
| ---- | ---- |
| 6    | ↘0   |